# Bužinija
Bužinija (olaszul: Businia) falu Horvátországban Isztria megyében. Közigazgatásilag Novigradhoz tartozik.

## Fekvése
Az Isztriai-félsziget nyugati részén, Novigradtól 3 km-re északkeletre, a Novigradot a félsziget belső részével összekötő 301-es számú főút mellett fekszik. Több szétszórt kis településből áll.

## Története
1880-ban 89, 1910-ben 298 lakosa volt. Az első világháború után a rapallói szerződés értelmében Isztria az Olasz Királysághoz került. 1943-ban az olasz kapitulációt követően német megszállás alá került, mely 1945-ig tartott. A második világháború után a párizsi békeszerződés értelmében Jugoszlávia része lett, de 1954-ig különleges igazgatási területként átmenetileg a Trieszti B zónához tartozott és csak ezután lépett érvénybe a jugoszláv polgári közigazgatás. Jugoszlávia felbomlása után 1991-ben a független Horvátország része lett. 2011-ben 953 lakosa volt. Lakói mezőgazdasággal (szőlő, olajbogyó, gabona) és újabban egyre inkább turizmussal, vendéglátással foglalkoznak.

## Lakosság
| Lakosság változása | Lakosság változása | Lakosság változása | Lakosság változása | Lakosság változása | Lakosság változása | Lakosság változása | Lakosság változása | Lakosság változása | Lakosság változása | Lakosság változása | Lakosság változása | Lakosság változása | Lakosság változása | Lakosság változása | Lakosság változása |
| ------------------ | ------------------ | ------------------ | ------------------ | ------------------ | ------------------ | ------------------ | ------------------ | ------------------ | ------------------ | ------------------ | ------------------ | ------------------ | ------------------ | ------------------ | ------------------ |
| 1857               | 1869               | 1880               | 1890               | 1900               | 1910               | 1921               | 1931               | 1948               | 1953               | 1961               | 1971               | 1981               | 1991               | 2001               | 2011               |
| 0                  | 0                  | 89                 | 115                | 214                | 298                | 0                  | 644                | 321                | 240                | 217                | 218                | 224                | 311                | 467                | 953                |